# Штанау
Штанау (нім. Stanau) — громада в Німеччині, розташована в землі Тюрингія. Входить до складу району Заале-Орла.
Площа — 4,25 км2. Населення становить Невірний параметр metadata 16 075 106 ос. (станом на 31 грудня 2021).